# Valdeavellano
Valdeavellano ist ein Ort und eine Gemeinde (municipio) mit 97 Einwohnern (Stand: 2024) im Südwesten der Provinz Guadalajara in der Autonomen Gemeinschaft Kastilien-La Mancha. 

## Lage und Klima
Valdeavellano liegt in einer Höhe von ca. 965 m in der Kulturlandschaft der Alcarria. Die Entfernung zur westsüdwestlich gelegenen Provinzhauptstadt Guadalajara beträgt ca. 17 Kilometer (Fahrtstrecke). Das Klima ist gemäßigt bis warm; Regen (533 mm/Jahr) fällt übers Jahr verteilt.

## Bevölkerungsentwicklung
| Jahr      | 1970 | 1981 | 1991 | 2001 | 2011 | 2021 |
| Einwohner | 228  | 107  | 96   | 103  | 93   | 100  |

## Sehenswürdigkeiten

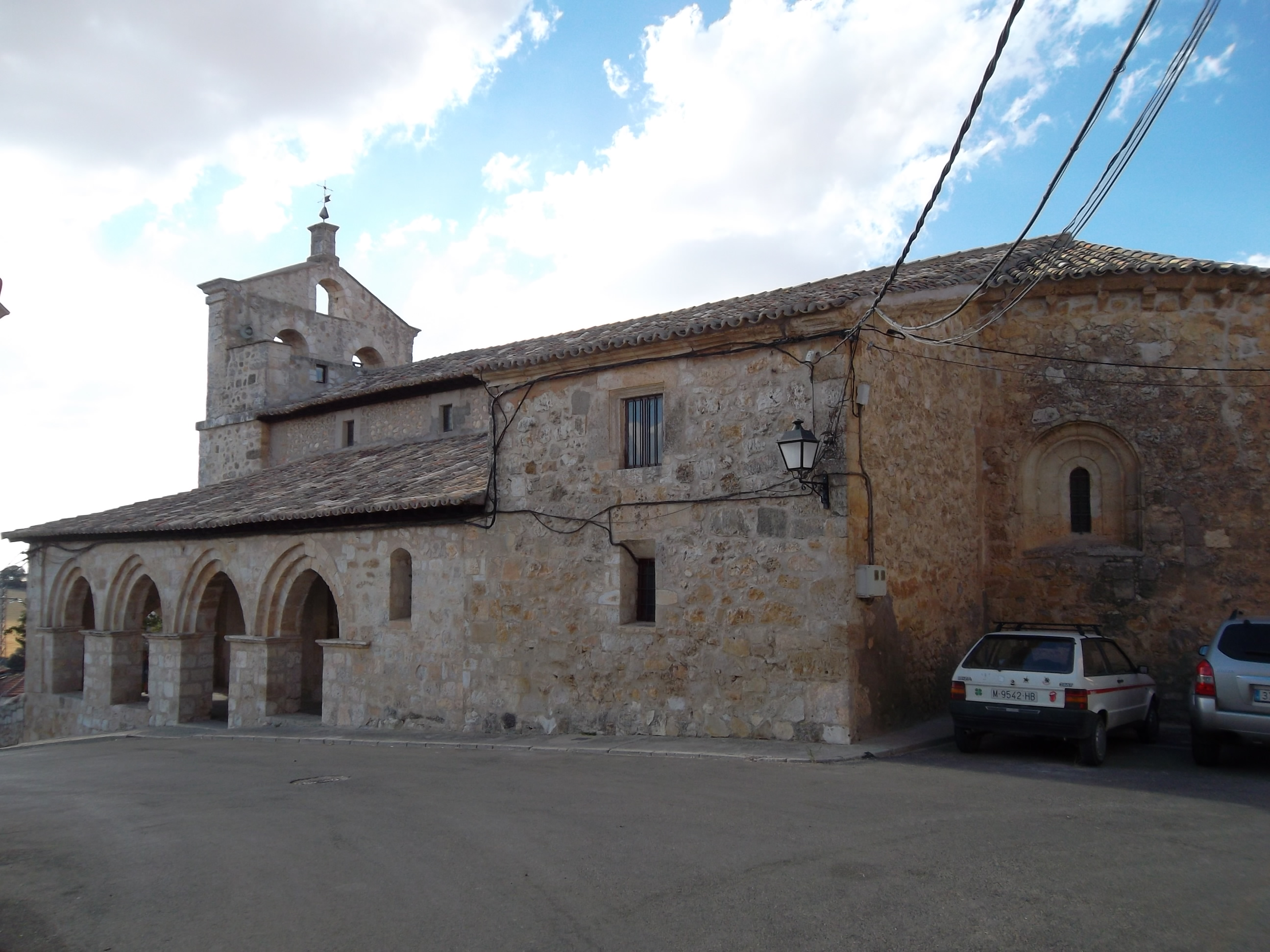
Magdalenenkirche
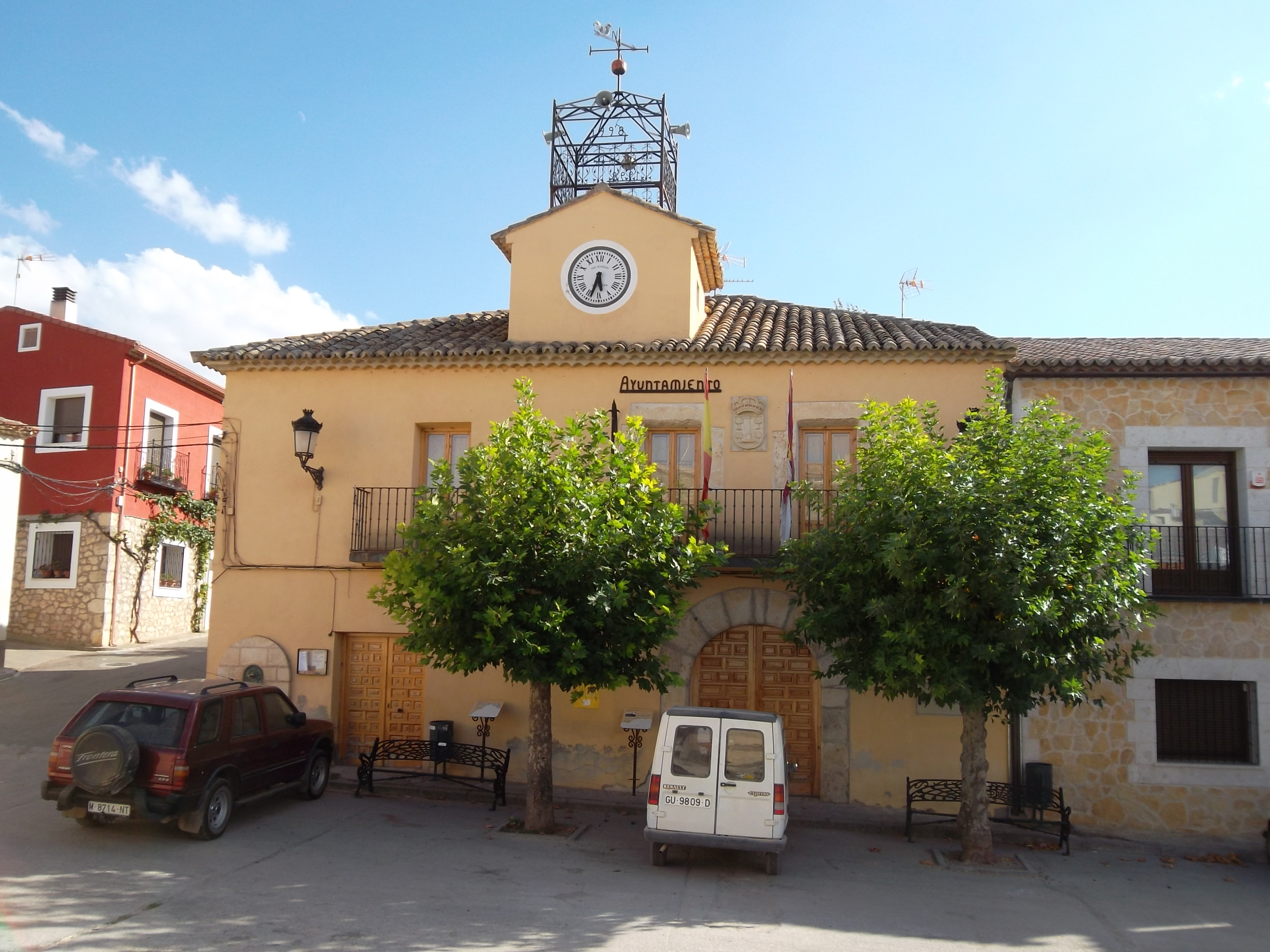
Rathaus

- Magdalenenkirche
- Rathaus